# Cathy Rattray-Williams
Pour les articles homonymes, voir Rattray et Williams.
Cathy Rattray-Williams (née le 19 août 1963) est une ancienne athlète jamaïcaine spécialiste du 400 mètres.

## Palmarès

### Championnats du monde d'athlétisme en salle
- Championnats du monde d'athlétisme en salle 1993 à Toronto,  Canada
  -  Médaille d'or du relais 4 × 400 m